# Isla Negra (Antártida)
La isla Negra es una isla de 0,4 kilómetros de largo, situada al suroeste de la isla Skúa, en las islas Argentina, frente a la costa oeste de la península Antártica. El canal Isla Negra la separa de la isla Skúa.

## Historia y toponimia
Fue cartografiada y nombrada descriptivamente por la Expedición Británica a la Tierra de Graham (BGLE), liderada por John Rymill, en febrero de 1935. Las toponimias antárticas argentina y chilena tradujeron el nombre al castellano.

## Reclamaciones territoriales
Argentina incluye la isla en el departamento Antártida Argentina dentro de la provincia de Tierra del Fuego, Antártida e Islas del Atlántico Sur; para Chile forman parte de la comuna Antártica de la provincia Antártica Chilena dentro de la Región de Magallanes y de la Antártica Chilena; y para el Reino Unido integran el Territorio Antártico Británico. Las tres reclamaciones están sujetas a las disposiciones del Tratado Antártico.
Nomenclatura de los países reclamantes: 
- Argentina: isla Negra[6][7]
- Chile: isla Negra[3]
- Reino Unido: Black Island[4]